# 粉頭鴨
粉頭鴨（Rhodonessa caryophyllacea）是一種大型的潛水鴨。系統發生學研究發現牠們是赤嘴潛鴨的近親，但目前這研究並未被得到廣泛接受，因此仍分類內狹嘴潛鴨屬內。目前有關其分類地位等仍然備受爭議。
粉頭鴨長60厘米，有長的身體及頸部。雄鴨的身體呈朱古力色，頸部及頭部都呈深粉紅色。雌鴨及幼鴨則呈較深色，彷彿一隻頭上染了粉紅色的雌性赤嘴潛鴨。由於赤嘴潛鴨的頭部呈紅色，這很易令人誤會粉頭鴨就是赤嘴潛鴨。另外，斑嘴鴨飛行時亦很像雌性的粉頭鴨，從後面看更會以為是一頭雄性粉頭鴨。
粉頭鴨生活在長草森林的低沼地及池中。牠們的巢是以草造成。牠們是群居的，每群約有30隻或以上的粉頭鴨。牠們主要吃水中植物。

## 保育狀況
粉頭鴨以往分佈在東印度、孟加拉國及北緬甸，但現時很有可能已經滅絕。牠們非常罕有，對上一次於1935年被觀察到，1960年代有幾次未證實的報告。於1988年，有指在雅魯藏布江發現粉頭鴨的蹤跡，但卻不足以將牠們從滅絕的行列上除名。以往亦有報告指在邁立開江及親敦江發現粉頭鴨，但卻未被證實。另外，在胡岡谷的研究指粉頭鴨仍然生存在克欽邦，但在克甘馬因附近卻找不到牠們。
粉頭鴨的消失可能是因棲息地的破壞。牠們長久以來都很罕有的原因不明，但相信其棲息地經常有獵人出沒。粉頭鴨很多時被捕獵為觀賞鳥，但不怎麼美味。最近的標本是於1935年被獵殺的，並存放於印度南部金奈的博物館內。另外，一批粉頭鴨曾於加爾各答被飼養及存活至1945年，但不知為何沒有繁殖下來。

## 外部連結
- BirdLife International Species Factsheet （页面存档备份，存于）
- 3D view of specimen RMNH 110.082, Naturalis, Leiden - requires QuickTime browser plugin